# Silvio
Silvio ist ein männlicher Vorname.

## Herkunft
Italienischer, lateinischer Vorname, abgeleitet von Silvius, Silvanus und Silvester (lat. silva=der Wald), Ableitungen: Silvino, Silvin, Sylvio

## Namensträger

### Silvio
- Silvio Adzic (* 1980), deutscher Fußballspieler
- Silvio d’Anza (* 1974), kroatisch-deutscher Sänger (Tenor, Pop und klassisch)
- Sílvio Manuel Azevedo Ferreira Sá Pereira (* 1987), portugiesischer Fußballspieler, siehe Sílvio
- Silvio Baldini (* 1958), italienischer Fußballtrainer
- Silvio Berlusconi (1936–2023), italienischer Politiker und Unternehmer
- Silvio Blatter (* 1946), Schweizer Schriftsteller und Maler
- Silvio Branco (* 1966), italienischer Profiboxer (Halbschwergewicht)
- Silvio Cadelo (* 1948), italienischer Comiczeichner
- Silvio Cadotsch (* 1985), Schweizer Jazzmusiker
- Silvio Camboni (* 1967), italienischer Comiczeichner
- Silvio de Capitani (1925–2013), Schweizer Politiker (FDP)
- Silvio O. Conte (1921–1991), US-amerikanischer Politiker
- Silvio Crespi (1868–1944), italienischer Unternehmer, Erfinder und Politiker
- Silvio Dalla Brida (* 1962), deutscher Komponist, Arrangeur, Jazzpianist und Musikproduzent
- Silvio Fauner (* 1968), italienischer Skilangläufer
- Silvio Francesco (1927–2000), italienischer Sänger und Entertainer
- Silvio Germann (* 1989), Schweizer Spitzenkoch
- Silvio Gesell (1862–1930), deutsch-argentinischer Kaufmann, Finanztheoretiker, Sozialreformer und Begründer der Freiwirtschaftslehre
- Silvio Hein (1879–1928), US-amerikanischer Komponist
- Silvio Heinevetter (* 1984), deutscher Handballtorwart
- Silvio Herklotz (* 1994), deutscher Profi Radsportler
- Silvio Huonder (* 1954), Schweizer Schriftsteller
- Silvio Kuhnert (* 1969), deutscher Sänger volkstümlicher Musik und Musikproduzent
- Silvio Marić (* 1975), kroatischer Fußballspieler
- Silvio Mattioli (1929–2011), Schweizer Maler, Bildhauer, Eisen- und Stahlplastiker
- Silvio Meier (1965–1992), deutsches Todesopfer von Rechtsextremismus
- Silvio Meißner (* 1973), deutscher Fußballspieler
- Silvio Mohr (1882–1965), österreichischer Architekt
- Silvio Moser (1941–1974), Schweizer Automobilrennfahrer
- Silvio Nickol (* 1975), deutscher Spitzenkoch
- Silvio Nido (1905–1974), Schweizer Sportler, erfolgreicher Hammerwerfer
- Silvio Carlos de Oliveira (* 1985), brasilianischer Fußballspieler
- Silvio Orlando (* 1957), italienischer Schauspieler
- Silvio Pellico (1789–1854), italienischer Schriftsteller
- Silvio Piola (1913–1996), italienischer Fußballspieler
- Silvio Rodríguez (* 1946), kubanischer Liedermacher der Musikrichtung Nueva Trova
- Silvio Santos (1930–2024), brasilianischer Moderator und Medienunternehmer
- Silvio Savelli (1550–1599), italienischer Kardinal der Römisch-katholischen Kirche
- Silvio Schirrmeister (* 1988), deutscher Hürdensprinter
- Silvio Schneider (* 1969), deutscher Gitarrist
- Silvio Soldini (* 1958), italienisch-schweizerischer Regisseur
- Silvio Trentin (1885–1944), italienischer Partisan, Jurist und Universitätsprofessor für Verwaltungsrecht
- Silvio Vailati (1909–1940), italienischer Motorradrennfahrer
- Silvio Vietta (* 1941), deutscher Literaturwissenschaftler
- Silvio Witt (* 1978), deutscher parteiloser Politiker und Satiriker, seit 2015 Oberbürgermeister von Neubrandenburg
- Silvio Wolf (* 1952), italienischer Fotograf und Installationskünstler

### Sylvio
- Sylvio Hoffmann  (* 1964), deutscher Fußballspieler
- Sylvio Hoffmann Mazzi (1908–1991), brasilianischer Fußballspieler
- Sylvio von Kospoth (1852–1939), sächsischer Generalleutnant und Landtagsabgeordneter
- Sylvio Kroll (* 1965), deutscher Kunstturner
- Sylvio Lacharité (1914–1983), kanadischer Dirigent und Komponist
- Sylvio Lagreca (1895–1966), brasilianischer Fußballnationalspieler, Trainer der Nationalmannschaft und Fußballschiedsrichter
- Sylvio Lazzari (1857–1944), französischer Komponist mit österreichischen Wurzeln
- Sylvio Mantha (1902–1974), kanadischer Eishockeyspieler und -trainer
- Sylvio Ney (* 1977), deutscher Handballspieler
- Sylvio Ouassiero (* 1994), französisch-madagassischer Fußballspieler
- Sylvio Padilha (1909–2002), brasilianischer Leichtathlet

### Silvino
- Silvino João de Carvalho (* 1981), brasilianischer Fußballspieler
- Silvino Francisco (1946–2024), südafrikanischer Snooker- und English-Billiards-Spieler
- Silvino García Martínez (* 1944), kubanischer Schachspieler
- Silvino Gurgel do Amaral (1874–1961), brasilianischer Diplomat
- Silvino Adolfo Morais (1956–2022), Politiker aus Osttimor